# Diastylis lepechini
Diastylis lepechini is een zeekommasoort uit de familie van de Diastylidae. De wetenschappelijke naam van de soort is voor het eerst geldig gepubliceerd in 1926 door Zimmer.